# Macrocypridoidea
Macrocypridoidea is een superfamilie van kreeftachtigen uit de klasse van de Ostracoda (mosselkreeftjes).

## Familie
- Macrocyprididae Müller, 1912